# 威廉·赫茲利特
威廉·赫茲利特（英語：William Hazlitt，1778年4月10日—1830年9月18日），英国散文家、戏剧和文学评论家、画家、社会评论家和哲学家，被认为是英语历史上最伟大的评论家和散文学家之一，地位堪比塞缪尔·约翰逊和乔治·奥威尔。他曾与不少19世纪知名文学人物结交，其中包括查尔斯和玛丽·兰姆、司汤达、塞缪尔·泰勒·柯勒律治、威廉·华兹华斯和约翰·济慈。